# Podróż Mozarta do Pragi

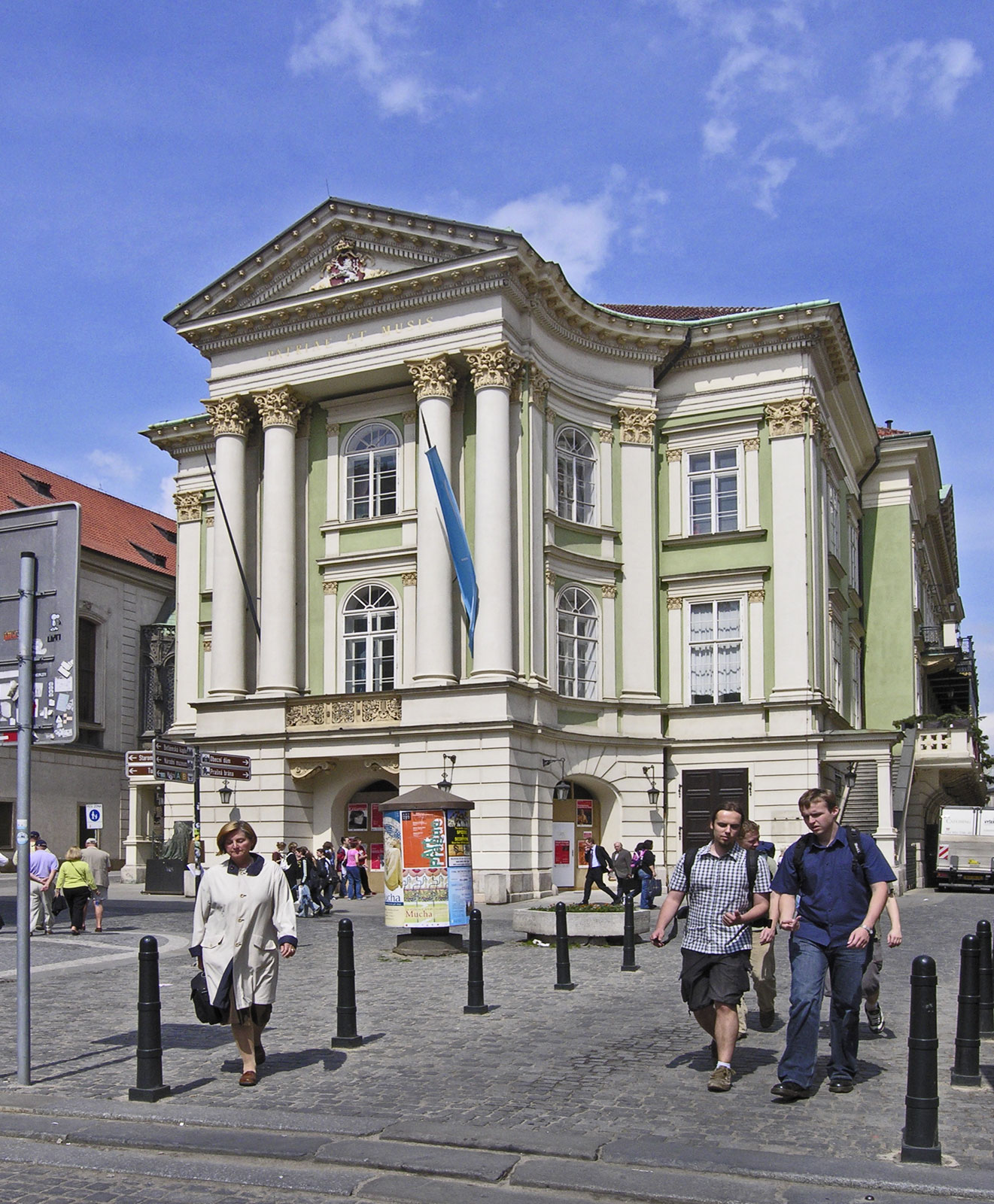
Stavovské divadlo – teatr w którym po raz pierwszy została wystawiona opera Don Giovanni

Podróż Mozarta do Pragi (tytuł oryginalny – w języku niemieckim: Mozart auf der Reise nach Prag) – nowela Eduarda Mörikego, opowiadająca o kompozytorze Wolfgangu A. Mozarcie i jego wyjeździe na prapremierę opery Don Giovanni.
Utwór powstał w roku 1855. Jego akcja toczy się natomiast w roku 1787, gdy kompozytor wraz z żoną Konstancją podróżują na premierę jego dzieła do stolicy Czech. Mörike ukazuje tutaj Mozarta w sposób charakterystyczny dla okresu biedermeierowskiego – idealizując kompozytora. Przedstawia go także jako twórcę natchnionego, artystę burzącego zastany porządek, aby dążyć do wyższych celów. W kluczowej scenie noweli zamyślony Mozart zrywa owoc z drzewka pomarańczy w ogrodzie praskiej rodziny goszczącej jego i jego małżonkę, ten gest kompozytora ma wymiar symboliczny:politycznie i moralnie.